# Горизонтальный анализ
Горизонтальный анализ – метод финансового анализа, предполагающий сопоставление показателей за различные периоды. Базируется на изучении динамики отдельных финансовых показателей во времени. В качестве финансовых показателей могут использоваться данные статей финансовой отчетности (выручка, прибыль, статьи баланса) и показатели финансовой деятельности (например, EBITDA), финансовые коэффициенты (рентабельности, ликвидности, Debt/ EBITDA и др.). В качестве периодов используются любые одинаковые временные интервалы (месяц, квартал, год).

## Виды горизонтального анализа
- сопоставление финансовых показателей отчетного периода с показателями предшествующего периода (месяца, квартала, года).
- сопоставление финансовых показателей отчетного периода с показателями аналогичного периода прошлого года. Данный вид анализа применяется к компаниям с выраженным сезонным фактором.
- сопоставление финансовых показателей за ряд предшествующих периодов. Целью этого вида анализа является выявление тенденций изменения отдельных показателей, определение линии тренда в динамике.

### Подходы к анализу
1. Сравнение в абсолютных величинах:
Абсолютное изменение = Текущее значение – Базовое значение.
Таким образом выявляются статьи отчетности, по которым наблюдается наибольшее изменение в денежном выражении.  При сравнении коэффициентов выявляются периоды времени с максимальным отклонением коэффициентов от базового значения.
2. Сравнение в относительных величинах:
Относительное изменение (темп прироста, %) = 100%* Абсолютное изменение/ Базовое значение
Относительное изменение (темп роста, %)= 100%* Текущее значение/ Базовое значение
Используя относительные величины, удобно сравнивать динамику показателей предприятий, не сопоставимых по масштабам деятельности (например, сравнивая показатели динамики выручки и прибыли).
При проведение анализа финансовой отчетности важно применять оба подхода.
Выводы по итогам анализа должны основывать на анализе совокупности показателей в их взаимосвязи. Все виды горизонтального финансового анализа дополняются исследованием влияния отдельных факторов на изменение соответствующих результативных ее показателей. Результаты  такого аналитического исследования позволяют построить динамические факторные модели, которые используются затем в процессе планирования финансовых показателей.

## Преимущества и недостатки метода

### Преимущества
- Позволяет установить тенденцию в деятельности предприятия на основании изменения показателей и постоянства данных изменений во времени.
- На основании результатов анализа возможно проводить сравнение компаний, отличающихся по масштабам деятельности.

### Недостатки
- Чувствительность к выбору базового периода. Данный недостаток позволяет аналитику манипулировать показателями при формировании выводов по итогам анализа.
- Чувствительность к изменениям в учете и стандартах отчетности. Изменения в учете показателей не позволяет сравнивать данные разных периодов.

Важное условие, которое нужно соблюдать при анализе – сопоставимость показателей , сравнивать можно только качественно однородные величины.

## Пример горизонтального анализа
| АКТИВ             | АКТИВ  | АКТИВ  | АКТИВ              | АКТИВ           | ПАССИВ                     | ПАССИВ | ПАССИВ | ПАССИВ             | ПАССИВ          |
| Статьи            | 2021   | 2020   | Отклонения, в руб. | Отклонения, в % | Статьи                     | 2021   | 2020   | Отклонения, в руб. | Отклонения, в % |
| ----------------- | ------ | ------ | ------------------ | --------------- | -------------------------- | ------ | ------ | ------------------ | --------------- |
| Основные средства | 10 000 | 1 000  | 9 000              | 900%            | Нераспределенная прибыль   | 10 000 | 1 000  | 9000               | 900%            |
| Денежные средства | 1 000  | 10 000 | (9000)             | (90%)           | Кредиторская задолженность | 1 000  | 10 000 | (9000)             | (90%)           |
| ИТОГО АКТИВЫ      | 11 000 | 11 000 | 0                  | 0               | ИТОГО ПАССИВЫ              | 11 000 | 11 000 | 0                  | 0               |